# Franco Bastelli
Franco Bastelli (Bologna, 19 maggio 1940) è un cantante italiano.
Noto nell'ambiente delle balere come "il re della musica da ballo".

## Biografia
Nasce a Bologna, poi si trasferisce a Piacenza dove inizia la carriera musicale. Viene ingaggiato per portare sulle navi da crociera i classici del "bel canto" italiano, così, ha modo di esibirsi spesso nel nord America e le sue canzoni vengono anche trasmesse dalle radio italo-americane.
Tornato in patria si esibisce per un lungo periodo nei locali italiani con il gruppo "Franco e i Misters". Nascono i suoi primi pezzi: Chitarra mia, Menestrello vagabondo, Desiderio e Suona chitarra, quest'ultimo scritto da Al Rangone e interpretato, fra gli altri, anche da Nilla Pizzi. Proprio con questo brano comincia il suo successo. Quindi, fonda un'orchestra di liscio, che porta il suo nome, con la quale comincia ad incidere molti brani, alcuni dei quali diventeranno molto richiesti e reinterpretati anche da altre formazioni musicali del settore. Fra questi si citano Menestrello innamorato, Acqua viva, Cento di questi giorni, Bianchi cristalli sereni, scritto e interpretato da Don Backy, Bugiardo amore, Rosalina, Made in Italy, Me manchi, Un uomo innamorato, interpretato con Angelo Zibetti di Radio Zeta, Amante vagabondo, Amore... ma poi, Paloma d'Espana, Bella la vita, Odio e amore, Luna Park e Mare sincero. Inoltre, continua a proporre i classici della melodia italiana, in primis i pezzi forti di Claudio Villa, come Il tuo mondo, Granada e Un amore così grande. La sua ultima incisione, ad oggi, corrisponde al brano Sguardi proibiti.
Negli anni partecipa a varie trasmissioni radiofoniche e televisive in onda su varie emittenti private del nord d'Italia, ma anche ad alcuni programmi  delle reti nazionali, come La vita in diretta, condotto da Michele Cucuzza su Rai 1, e Ballo, amore e fantasia, condotto da Emanuela Folliero su Rete 4.
Nel corso della sua carriera ha vinto due dischi d'oro e uno di platino e, nel gennaio del 1996, vince il Festival delle orchestre italiane con la canzone Ballata.
Nel 2014 la Land Rover ha scelto la sua famosa interpretazione del brano Il tuo mondo come sfondo musicale per lo spot pubblicitario della "Range Rover Evoque".

## Discografia parziale
- Acqua viva - Lael[4]
- Sei bellissima - Lisciomania
- Made in Italy - Fonola Dischi
- Angela - Fonola Dischi
- Bella la vita - Fonola Dischi
- Immenso amore - Fonola Dischi
- Grazie America - Fonola Dischi
- Le grandi canzoni del passato - Fonola Dischi
- Dorcezza mia - Fonola Dischi, CD 1425[5]
- Tutto ballo - Fonola Dischi
- Una lacrima per te - Fonola Dischi
- Le mie canzoni (12 volumi) - Fonola Dischi, CD 1564
- Franco Bastelli e le sue meravigliose canzoni Lael, CD 103
- 50 grandi successi (4 volumi) - Fonola Dischi
- I grandi successi di Bastelli (DVD) - Fonola Dischi
- Sguardi proibiti - Regno Unito[6]